# Bongiwe Mahlalela
Bongiwe Mahlalela (* 11. September 1999) ist eine Leichtathletin aus Eswatini, die sich auf den Sprint spezialisiert hat.

## Sportliche Laufbahn
Erste Erfahrungen bei internationalen Meisterschaften sammelte Bongiwe Mahlalela im Jahr 2015, als sie bei den Commonwealth Youth Games in Apia mit 13,49 s in der ersten Runde im 100-Meter-Lauf ausschied. 2022 schied sie bei den Afrikameisterschaften in Port Louis mit 12,03 s und 24,83 s jeweils im Vorlauf über 100 und 200 Meter aus und anschließend kam sie auch bei den Commonwealth Games in Birmingham mit 12,05 s und 25,31 s jeweils nicht über die Vorrunde hinaus. 2024 nahm sie an den Afrikaspielen in Accra teil und belegte dort in 23,96 s den achten Platz im 200-Meter-Lauf und schied über 100 Meter mit 11,92 s im Halbfinale aus. Im Juli schied sie bei den Afrikameisterschaften in Douala mit 11,90 s und 23,67 s jeweils im Halbfinale über 100 und 200 Meter aus. Im Jahr darauf startete sie im 400-Meter-Lauf bei den Hallenweltmeisterschaften in Nanjing und schied dort mit 56,34 s in der Vorrunde aus.
2022 wurde Mahlalela eswatinische Meisterin im 100- und 200-Meter-Lauf.

## Persönliche Bestzeiten
- 100 Meter: 11,53 s (+0,7 m/s), 10. Februar 2024 in Pretoria
- 200 Meter: 23,67 s (+0,3 m/s), 25. Juni 2024 in Douala
- 400 Meter: 56,17 s, 15. März 2025 in Johannesburg
  - 400 Meter (Halle): 56,34 s, 21. März 2025 in Nanjing (eswatinischer Rekord)